# Ветер (фильм, 1988)
«Ветер» (арм. Քամի) — советский рисованный фантастический мультфильм, созданный в 1988 году Робертом Саакянцем.

## Творческая группа
- Режиссёр, художественный руководитель и художник-мультипликатор: Роберт Саакянц
- Сценарий: Григор Даниэлян
- Оператор: Алиса Кюрдиан
- Композитор: Юрий Харутюнян
- Звукооператор: Карен Курдиян
- Художники: З. Тангян, И. Патрик, С. Галстян, М. Газазян, Ю. Мурадян, А. Биков
- Ассистенты: М. Адамян, А. Джалалян
- Редактор: А. Ватьян
- Директор картины: С. Петросян
- Монтажёр: Грачья Бейлерян

## Сюжет
Антиядерный мультфильм про военнослужащего на ядерном полигоне. Среди прочего, в причудливой форме показано мутирующее действие радиации.